# 1944

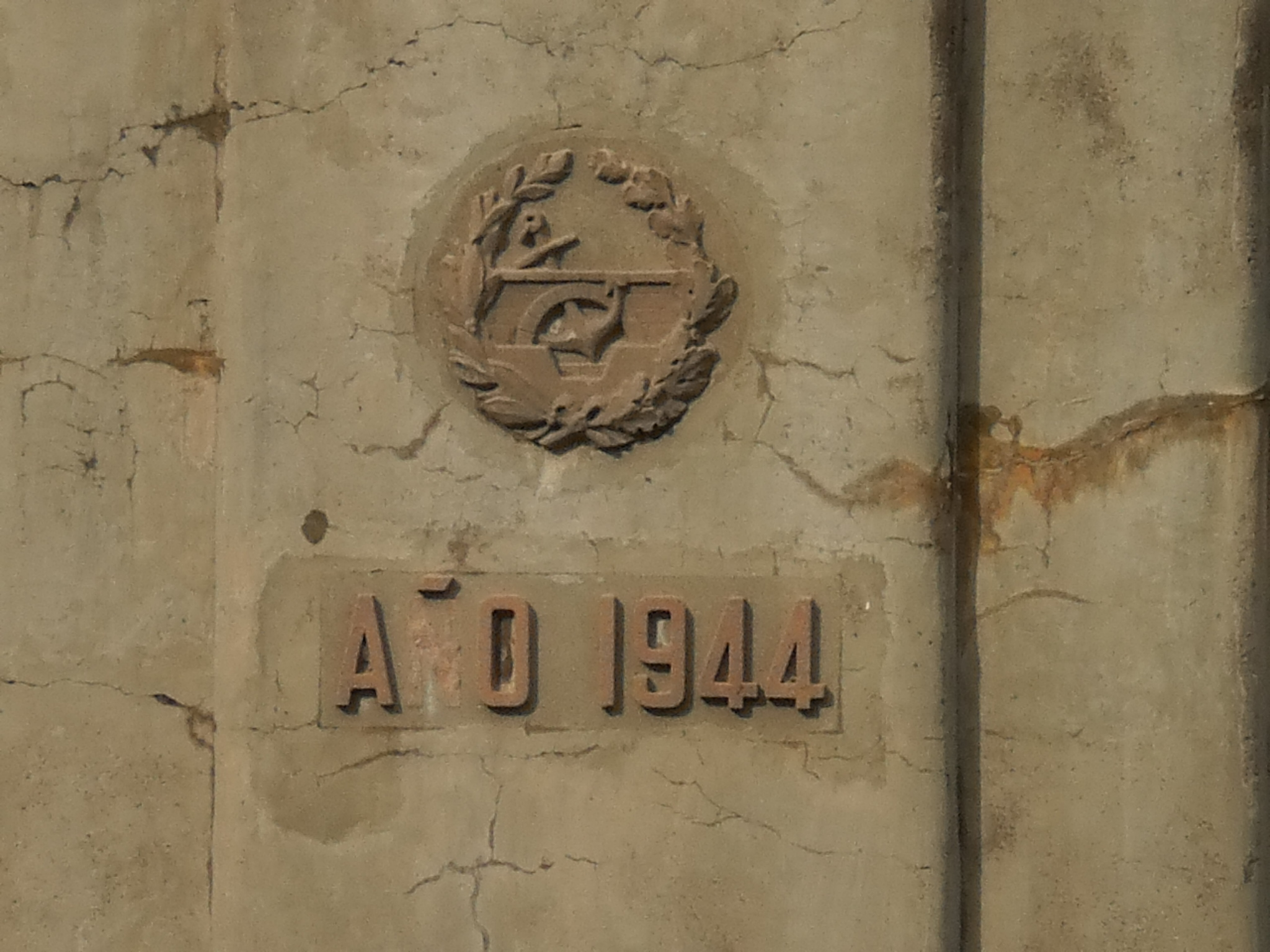
Pont sobre el riu Llobregat a la Pobla de Lillet

## Esdeveniments
Països Catalans
- 23 al 26 de febrer: la Nevada Grossa, la més important de tot el segle xx a les Terres de Ponent i Prelitoral tarragoní, així com els intensos aiguats a la meitat est de Catalunya, provoquen importants desbordaments a molts rius i rieres i danys molt greus.
- 31 de març: Primer concert de l'Orquestra Municipal de Barcelona, actual OBC, dirigida per Eduard Toldrà, al Palau de la Música Catalana.[1]
- 2 d'agost, Vallmanya, Conflent: Assalt al poble en la Massacre de Vallmanya, en represàlia pel suport al maquis i a la Resistència i captura i mort de Julien Panchot.[2][3]
- 8 i 9 d'octubre: invasió de la Vall d'Aran

Resta del món
- 25 de febrer, Islàndia: el Parlament d'Islàndia decideix la fundació de la República d'Islàndia, formalitzant el trencament dels lligams polítics amb el Regne de Dinamarca amb qui compartia la sobirania sota l'Acta d'Unió del 1918 que reconeixia a Islàndia com a país sobirà, integrant de Dinamarca. La decisió fou referendada pel poble islandès amb un 99% de vots favorables, i amb una altra majoria aclaparadora en el referèndum d'aprovació de la constitució (95%).
- 22 de juliol, Bretton Woods, Nou Hampshire (EUA): signatura dels Acords de Bretton Woods. Acords econòmics que van permetre de dibuixar les grans línies del sistema financer internacional després de la Segona Guerra Mundial.[4]
- 1 d'agost, Polònia: a les cinc de la vesprada hi comença la insurrecció popular contra l'ocupació nazi; els combats, que duraran fins al 2 d'octubre, provocaran la mort de 180.000 civils, la destrucció de Varsòvia i la deportació de 250.000 dels seus habitants a camps de concentració.
- 2 d'agost, Vallmanya, Conflent: assalt i destrucció del poble en la Massacre de Vallmanya, durant la 2a Guerra Mundial, en represàlia pel suport al maquis i a la Resistència.[3]
- 29 de setembre, Iugoslàvia: hi comença l'entrada de l'exèrcit soviètic, el qual ocuparà aquest estat durant l'octubre i el desplaçarà de la influència alemanya (Segona Guerra Mundial).
- 2 d'octubre, Segona Guerra Mundial: les tropes del Tercer Reich aixafen la Sublevació de Varsòvia.
- 16 de desembre, Regió de les Ardenes (regió entre Bèlgica, Luxemburg i França): comença la batalla de les Ardenes. L'Exèrcit Alemany intenta frenar l'avançament de les tropes aliades, però va fracassar.
- 18 de desembre, Françaː apareix el primer número del diari Le Monde.[5]

### Premis Nobel
| Camp                  | Guardonats                                 |
| --------------------- | ------------------------------------------ |
| Física                | - Isidor Isaac Rabi                        |
| Química               | - Otto Hahn                                |
| Medicina o Fisiologia | - Joseph Erlanger - Herbert Spencer Gasser |
| Literatura            | - Johannes Vilhelm Jensen                  |
| Pau                   | - Comitè Internacional de la Creu Roja     |

## Naixements
Països Catalans
- 22 de gener, Barcelona: Roser Amadó i Cercós, arquitecta catalana (m. 2023).[6]
- 22 de febrer Puig-reig, Berguedà: Sílvia Alcàntara, escriptora catalana.[7]
- 8 de març - Barcelona: Mariona Carulla i Font, empresària i promotora cultural catalana.[8]
- 1 d'abril - Ceuta: Coloma Lleal Galceran, filòloga, poetessa i professora universitària catalana.[9]
- 11 d'abril - Argentona: Maria del Carme Famadas, jugadora de basquetbol catalana.[10]
- 25 d'abril - Barcelona: Anna Bofill Levi, compositora, pianista i arquitecta catalana.[11]
- 26 d'abril - Barcelona: Encarna Roca, jurista catalana, ha estat magistrada del Tribunal Suprem i del Tribunal Constitucional d'Espanya.[12]
- 30 d'abril - Barcelona: Maria Eugènia Aubet i Semmler, arqueòloga catalana (m. 2024).[13]
- 7 de maig - Barcelona: Francesc Granell i Trias, economista i advocat català (m. 2022).
- 29 de juny - Barcelona: Andreu Mas-Colell, polític, economista i professor universitari català.[14]
- 16 de juliol
  - Barcelona: Carme Arnau i Faidella, historiadora i crítica de la literatura catalana.[15]
  - Alfarràs: Josep Maria Morell i Bitrià, xef i gastrònom català (m. 2022).
- 25 de juliol - Barcelona: Maria Rosa Ribas i Monné, compositora i pianista catalana.[16]
- 1 d'agost - Barcelona: Carme Solé i Vendrell, dibuixant i il·lustradora catalana.[17]
- 3 d'agost - Aielo de Malferit, la Vall d'Albaida: Nino Bravo, cantant melòdic valencià (m. 1973).[18]
- 4 d'agost - Barcelona: Lolita Ortiz, futbolista pionera del futbol femení a Catalunya.[19]
- 17 d'agost - Barcelona: Margarita Rivière, periodista independent i assagista catalana, autora d'una trentena de llibres (m. 2015).[20]
- 31 d'agost - Esparreguera, Baix Llobregat: Anna Lizaran i Merlos, actriu catalana.[21]
- 1 de setembre - Alcoi, Alcoià (País Valencià): Antoni Miró, pintor i escultor.[22]
- 9 de setembre - Barcelona: Àngels Moll i Esquerra, actriu catalana de teatre i televisió.[23]
- 19 de setembre - Igualada: Josefina Rigolfas, pianista i professora de música catalana.[24]
- 3 d'octubre - Barcelona: Maife Gil, actriu de teatre i directora i actriu de doblatge catalana.[25]
- 9 de novembre - Barcelona: Jaume Camps i Rovira, polític i advocat català (m. 2022).
- 11 de novembre - Manises, Horta Oest: José Sancho, actor valencià.
- Almenar - Segrià: Enric Bañeres, periodista esportiu català.
- Palol de Revardit, Pla de l'Estany: Josep Gifreu i Pinsach, periodista, comunicòleg i professor universitari.
- Barcelona: Antoni Casadesús Caralps, interiorista i decorador.
- Dènia: Pedro López Elum, professor.

Resta del món
- 6 de gener, Riehen, Suïssa: Rolf Martin Zinkernagel, immunòleg suís, Premi Nobel de Medicina o Fisiologia de 1996.
- 17 de gener, París: Françoise Hardy, cantant i actriu francesa.[26]
- 25 de gener, Gan (França): Paule Constant, escriptora francesa, Premi Goncpurt 1998.[27]
- 26 de gener, Birmingham: Angela Davis, política marxista, activista i professora.[28]

- 27 de gener, Belfast, Irlanda del Nord: Mairead Corrigan, Premi Nobel de la Pau de l'any 1976.[29]

- 28 de gener, 
  - Londres: John Tavener, compositor britànic (m. 2013).
  - La Corunya: Rosalía Mera, empresària espanyola creadora d'Inditex, i filantropa.[30]
- 4 de febrer, Eberswalde, Alemanya: Candida Höfer, una de les figures més representatives de la fotografia alemanya.[31]
- 9 de febrer, Madrid: Manuela Carmena Castrillo, jurista espanyola, jutgessa emèrita i alcaldessa de Madrid entre 2015 i 2019[32]
- 16 de febrer, Jackson, Mississipi, EUA: Richard Ford, escriptor estatunidenc.[33]
- 23 de febrer, Beaumont (Texas): Johnny Winter, guitarrista americà de blues i de rock (m. 2014).
- 24 de febrer, Milwaukee, Wisconsin (EUA): David Wineland, físic estatunidenc, Premi Nobel de Física de l'any 2012.
- 26 de febrer, Esplanada, Bahia: Maria Creuza, cantant brasilera.[34]
- 5 de març, Boulogne-Billancourt: Élisabeth Badinter, filòsofa feminista francesa.[35]
- 6 de març, Gisborne, Nova Zelanda: Kiri Te Kanawa, la més famosa soprano neozelandesa.[36]
- 20 de març, Landsberg am Lech, Baviera (Alemanya): Erwin Neher, Premi Nobel de Medicina o Fisiologia de l'any 1991.
- 24 de març, Michelstadt, Hesse: Rebecca Horn, artista alemanya, autora de L'estel ferit.[37]
- 26 de març, Detroit, Michigan: Diana Ross, cantant i actriu.[38]
- 7 d'abril, Nagoya, Aichi (Japó): Makoto Kobayashi, físic japonès, Premi Nobel de Física de l'any 2008.[39]
- 14 d'abril, Hanoi, Vietnam: Nguyễn Phú Trọng, estadista vietnamita.
- 15 d'abril,- Ialkhori (Unió Sovietica): Djokhar Dudàiev, fou el primer president de la República Txetxena d'Itxkèria (m. 1996)[4]
- 19 d'abril, 
  - Chicago, EUA: James Heckman, economista, Premi Nobel d'Economia de l'any 2000.[40]
  - Ferrol: Nona Inés Vilariño, profesora i política gallega, diputada de la 1a legislatura.[41]
- 28 d'abril, Madrid: Enriqueta Carballeira, actriu espanyola.[42]
- 18 de maig, Londres, Regne Unit: Albert Hammond, cantant i compositor britànic.
- 20 de maig, Yorkshire, Regne Unit: Joe Cocker, cantant anglès.[43]
- 21 de maig, Ballina, Comtat de Mayo (República d'Irlanda): Mary Robinson, política irlandesa, primera dona en ocupar el càrrec de Presidenta d'Irlanda.[4]
- 24 de maig, Chorrillos, Lima: Susana Baca, cantant, compositora, investigadora musical peruana, guanyadora de tres Premis Grammy, i ministra de Cultura del Perú.[44]
- 28 de maig, Tafalla (Navarra): Carlos Solchaga Catalán, economista i polític basc, ex dirigent del Partit Socialista de Navarra i del Partit Socialista Obrer Espanyol i diverses vegades ministre en diferents governs de Felipe González.[45]
- 5 de juny, Washington DC, EUA: Whitfield Diffie, criptògraf estatunidenc reconegut com a pioner de la criptografia de clau pública, premi Turing de 2015.[46]
- 6 de juny, Falmouth, Kentucky (EUA): Phillip Allen Sharp, biòleg molecular nord-america, Premi Nobel de Medicina o Fisiologia de l'any 1993.[47]
- 13 de juny, Eumseong, Corea del Sud: Ban Ki-moon, vuitè Secretari General de les Nacions Unides.[48]
- 21 de juny, Londres (Regne Unit): Ray Davies, músic anglès, conegut com a líder de The Kinks.[49]
- 24 de juny, New Castle: Nancy Cartwright, filòsofa de la ciència estatunidenca, premi Hipàtia Barcelona de 2021.[50]
- 29 de juny, Wallington, Surrey (Anglaterra): Geoffrey Arnold ("Jeff") Beck, guitarrista de rock/blues.[51]
- 1 de juliol, Bagdad: Abdelkader El Yanabi, poeta, periodista, escriptor i traductor.
- 7 de juliol, Hampton Lucy, Warwickshire (Anglaterra): Sir Ian Wilmut, científicbritànic, conegut com un dels membres de l'equip que l'any 1996 van clonar per a primera vegada un mamífer de cèl·lules adultes, l'Ovella Dolly.[52]
- 8 de juliol, Deir Ghassana, Cisjordània: Mourid al-Barghouti, escriptor i poeta palestí.
- 11 de juliol, Mérida, (Veneçuela): Alba Quintanilla, compositora, arpista, clavicembalista, pianista, directora i pedagoga veneçolana[53]
- 14 de juliol, Bilbao, Espanya: Txabi Etxebarrieta, guerriller basc, militant d'ETA.
- 23 de juliol, Lisboa: Maria João Pires, pianista portuguesa.[54]
- 31 de juliol, Nova York (EUA): Robert Merton, economista, Premi Nobel d'Economia de 1997.[55]
- 1 d'agost, Kémerovo: Dmitri Filipov, estadista.
- 8 d'agost: Katsuhiko Ishibashi, sismòleg.
- 20 d'agost, Bombay (Índia): Rajiv Gandhi, polític indi, sisè Primer ministre de l'Índia (m. 1991).[56]
- 30 d'agost, Madrid: Carmen Sarmiento, periodista espanyola, primera corresponsal de guerra de la televisió espanyola.[57]
- 6 de setembre, Denver, Colorado: Donna Haraway, biòloga i filòsofa estatunidenca.[58]
- 11 de setembre, Casablanca (Marroc): Serge Haroche, físic francès, Premi Nobel de Física de l'any 2012.
- 12 de setembre, Prefectura de Shizuoka: Yoshio Kikugawa, futbolista.
- 28 de setembre, Ciutat de Nova York, Estats Units: Robert Barro, economista estatunidenc.
- 15 d'octubre, Bangor (Irlanda del Nord): David Trimble, polític, Premi Nobel de la Pau de 1998.
- 19 d'octubre, Westmoreland (Jamaica): Peter Tosh, músic jamaicà de reggae, membre de The Wailers (m. 1987).[59]
- 23 d'octubre, Istanbul (Turquia): Tansu Çiller, economista i política turca, Primer Ministre de Turquia.[4]
- 28 d'octubre, París, França: Coluche, humorista.
- 1 de desembre, Fes, Marroc: Tahar Ben Jelloun, escriptor marroquí en llengua francesa.[60]
- 2 de desembre,Cerrcë, Kosovo: Ibrahim Rugova, polític kosovar, president d'aquesta regió independent de facto fins a la seva mort.[61]
- 10 de desembre, Lima: Agustín Mantilla, economista, sociòleg i polític peruà.
- 21 de desembre, Artziniega: Teresa Aranguren Amézola, periodista basca amb trajectòria professional lligada a la informació internacional del món àrab i zones en conflicte.[62]
- 28 de desembre, 
  - Lenoir, Carolina del Nord (EUA): Kary Banks Mullis, bioquímic nord-americà, Premi Nobel de Química de l'any 1993.
  - Boston, USA: Sandra Faber, física i astrònoma dedicada a l'estudi de la formació i evolució de les galàxies.[63]
- Bagdad: Alia Mamduh, escriptora iraquiana.
- Katsuhiko Ishibashi, sismòleg japonès.
- Bagdad: Alia Mamduh, escriptora
- Jamaica: Bob Andy, cantant

## Necrològiques
Països Catalans
- 18 de febrer - Barcelona: Emília Coranty Llurià, pintora i professora de dibuix (n. 1862).[64]
- 27 de febrer - Buenos Aires: Salvador Ribé i Garcia, alcalde de Sabadell durant la República.
- 3 de març - Barcelona: Laura Albéniz Jordana, il·lustradora i pintora catalana del Noucentisme (n. 1890).[65]
- 7 d'abril - Barcelona: Concordi Gelabert i Alart, compositor, professor de música i crític musical català (n. 1882).[66]
- 26 de juny - El Talladell, Urgell: Dolors Codina i Arnau, propietària catalana, primera dona alcaldessa de Catalunya (n. 1878).[67]
- 27 de juliol - Angeac-Charente, França: Joan Bartomeu i Valls, contramestre de telers català, víctima del nazisme.
- Roma: Antoni Vilaplana i Forcada, diplomàtic català (n. 1893).

Resta del món
- 23 de gener - Oslo (Noruega): Edvard Munch, pintor i gravador noruec (n. 1863).
- 31 de gener - París (França): Jean Giraudoux, novel·lista i dramaturg occità en llengua francesa (n. 1882).
- 8 de setembre - Noruega: Aadel Lampe, líder dels drets de les dones noruegues, política, mestra i sufragista (n. 1857).[68]
- 3 de febrer - Ais de Provença: Yvette Guilbert, cantant, actriu i compositora francesa, immortalitzada pel pintor Toulouse-Lautrec (n. 1867).[69]
- 15 de febrer - Regne Unit: Harvey Grace, compositor.
- 5 de març - Drancy, França: Max Jacob, pintor, poeta i escriptor bretó en llengua francesa.(n. 1876)[70]
- 8 de març - Hüseyin Rahmi Gürpınar, novel·lista i dramaturg turc.
- 10 de març - Hilterfingen (Països Baixos): Marie Wuytiers, pintora i dibuixant holandesa (n. 1865).[71]
- 11 de març - Nova York, EUA: Irvin Shrewsbury Cobb, escriptor i humorista nord-americà (n. 1876).
- 29 de març - Croydon: Grace Chisholm Young, matemàtica anglesa (n. 1868).[72]
- 4 d'abril - Auschwitzː Alma Rosé, violinista i directora de l'Orquestra de Dones d'Auschwitz (n. 1906).[73]
- 13 d'abril - Montecarlo: Cécile Chaminade, pianista i compositora francesa (n. 1857).[74]
- 27 d'abril, Auschwitz: Otti Berger, artista tèxtil de la Bauhaus, víctima de l'Holocaust (n.1898).[75]
- 5 de maig, Ladenburg, Tercer Reich: Bertha Benz, pionera alemanya de l'automoció.[76]
- 17 de maig, Ravensbrück, Alemanya: Milena Jesenská, periodista, escriptora i traductora txeca.
- 5 de juny, Pesaro (Itàlia): Riccardo Zandonai, compositor italià d'òpera (n. 1883).[77]
- 10 de juny, Liverpool: Henry Coward, director de cors i compositor.
- 11 de juny, Leverkusenː Gertrud Grunow, música i pedagoga alemanya a la Bauhaus (n.1870).[78]
- 14 de juliol, Mansura, Egipte: Asmahan, cantant i actriu sirio-egípcia (n. 1912).[79]
- 19 de juliol, Nova York, Estats Units: Marion Cook, violinista, saxofonista i director d'orquestra estatunidenc de jazz tradicional (n. 1869).[80]
- 20 de juliol - Biebrich, Wiesbaden, Hessen (Alemanya): Ludwig Beck, coronel general alemany, i Cap de l'Estat Major de l'Exèrcit Alemany durant els primers anys del règim nazi (n. 1880).[81]
- 31 de juliol - Antoine de Saint-Exupéry, escriptor, poeta i aviador francès (n. 1900).[82]
- 8 d'agost - Vihti: Aino Ackté, soprano finlandesa (n. 1876).[83]
- 11 d'agost - Mataguac, Guam: Hideyoshi Obata, general japonès durant la Segona Guerra Mundial.
- 15 d'agost - Bucarest: Ștefania Mărăcineanu, física romanesa de renom internacional (n. 1882).[84]
- 13 de setembre, Dachau: Éliane Plewman, agent francesa del servei secret britànic durant la Segona Guerra Mundial (n. 1917).[85]
- 25 de setembre - Buchschlag, Offenbach: Alma Siedhoff-Buscher, dissenyadora alemanya de la Bauhaus (n. 1899).[86]
- 1 d'octubre - Tunis: Abd al-Aziz al-Thaalibi, polític tunisià.
- 9 d'octubre - Auschwitz-Birkenau: Friedl Dicker-Brandeis, artista i educadora austríaca jueva (n. 1898).[87]
- 14 d'octubre - Herrlingen, Alemanya: Erwin Rommel, militar alemany, que es guanyà el sobrenom de la Guineu del Desert durant la Segona Guerra Mundial (n. 1891).[88]
- 21 d'octubre - Estocolm: Hilma af Klint, pintora sueca, primera artista a pintar art abstracte (n. 1862).[89]
- 23 d'octubre - Edimburg, Escòcia: Charles Glover Barkla, físic anglès, Premi Nobel de Física de l'any 1917 (n. 1877).
- 5 de novembre -París (França): Alexis Carrel, biòleg i cirurgià francès, Premi Nobel de Medicina o Fisiologia de l'any 1912 (n. 1873).
- 7 de novembre: 
  - Hannah Szenes, membre resistència anti-nazi durant la Segona Guerra Mundial.
  - Tòquio (Japó): Richard Sorge, periodista i espia soviètic de nacionalitat alemanya.
- 13 de desembre - Neuilly-sur-Seine (França): Vassili Kandinski, pintor rus (n. 1866).
- 20 de desembre- Ginebra (Suïssa): Abbas Hilmi II, Virrei turc d'Egipte
- 22 de desembre - Hollywood (EUA): Harry Langdon, actor i director cinematogràfic nord-americà i una de les principals figures de l'edat d'or del cinema còmic nord-americà (n. 1884).[90]
- 27 de desembre - Nova York: Amy Beach, pianista i compositora estatunidenca (n. 1867).[91]
- 30 de desembre - Vézelay (França): Romain Rolland, escriptor francès, Premi Nobel de Literatura de l'any 1915 (n. 1866).